# Кашкаровська сільська рада
Кашка́ровська сільська рада (рос. Кашкаровский сельский совет) — муніципальне утворення у складі Зілаїрського району Башкортостану, Росія. Адміністративний центр — село Кашкарово.

## Населення
Населення — 744 особи (2019, 759 в 2010, 830 в 2002).

## Склад
До складу поселення входять такі населені пункти:
| Населений пункт     | Населення, осіб (2002) | Населення, осіб (2010) |
| ------------------- | ---------------------- | ---------------------- |
| Іжбулди, присілок   | 82                     | 77                     |
| Іскужино, село      | 204                    | 183                    |
| Кашкарово, село     | 413                    | 416                    |
| Максютово, присілок | 131                    | 83                     |